# Конкордия (микрорегион)

Конкордия на карте.

Конкордия (порт. Microrregião de Concórdia) — микрорегион в Бразилии, входит в штат Санта-Катарина. Составная часть мезорегиона Запад штата Санта-Катарина. 
Население составляет 	141 990	 человек (на 2010 год). Площадь — 	3 130,866	 км². Плотность населения — 	45,35	 чел./км².

## Демография
Согласно сведениям, собранным в ходе переписи 2010 г. Национальным институтом географии и статистики (IBGE), население микрорегиона составляет:						
| Полное население                             | Полное население                             | Полное население                             | Полное население                             | 141 990 |
| -------------------------------------------- | -------------------------------------------- | -------------------------------------------- | -------------------------------------------- | ------- |
| в том числе:                                 | Городское население                          | 93 383                                       | Процент городского населения, %              | 65,77   |
|                                              | Сельское население                           | 48 607                                       | Процент сельского населения, %               | 34,23   |
|                                              | Мужское население                            | 70 992                                       | Процент мужского населения, %                | 50,00   |
|                                              | Женское население                            | 70 998                                       | Процент женского населения, %                | 50,00   |
| Плотность населения, чел/км²                 | Плотность населения, чел/км²                 | Плотность населения, чел/км²                 | Плотность населения, чел/км²                 | 45,35   |
| Население микрорегиона в % к населению штата | Население микрорегиона в % к населению штата | Население микрорегиона в % к населению штата | Население микрорегиона в % к населению штата | 2,27    |

## Статистика
- Валовой внутренний продукт на 2003 составляет 2 707 314 669,00 реалов (данные: Бразильский институт географии и статистики).
- Валовой внутренний продукт на душу населения на 2003 составляет 19 524,70 реалов (данные: Бразильский институт географии и статистики).
- Индекс развития человеческого потенциала на 2000 составляет 0,827 (данные: Программа развития ООН).

## Состав микрорегиона
В составе микрорегиона включены следующие муниципалитеты:
1. Алту-Бела-Виста
2. Арабутан
3. Арвореду
4. Конкордия
5. Ипира
6. Ипумирин
7. Ирани
8. Ита
9. Линдоя-ду-Сул
10. Паял
11. Перитиба
12. Пиратуба
13. Президенти-Кастелу-Бранку
14. Сеара
15. Шавантина